# Anna Karénine (téléfilm, 1985)
Pour les articles homonymes, voir Anna Karénine (homonymie).
Pour plus de détails, voir Fiche technique et Distribution.
Anna Karénine (Anna Karenina) est un téléfilm américain diffusé en 1985, adapté du roman éponyme de Léon Tolstoï.

## Distribution
- Jacqueline Bisset : Anna Karénine
- Christopher Reeve : comte Vronsky
- Judy Campbell : comtesse Vronsky
- Paul Scofield : Alexis Karénine
- Anna Massey : Betty
- Ian Ogilvy : Stiva
- Joanna David : Dolly